# Martine Boileau
Martine Boileau fue una escultora francesa nacida el año 1923 en Neuilly-sur-Seine y fallecida el 29 de mayo de 2007 en París. Trabajó la terracota , las resinas (material en que fue pionera), el bronce, usando la policromía.

## Datos biográficos
En 1940, su familia se trasladó para instalarse en los Estados Unidos, donde estudió escultura, siendo alumna de Berta Margoullies. Regresó a Francia en 1945, donde continuó su formación.
Fue descubierta en 1954 por Germaine Richier que le introdujo en el Salon de Mai de París. Participó en este salón de 1957 a 2007, y seis veces en el Salón de la joven escultura (del francés: Salon de la jeune sculpture).
Durante este periodo también participó en muchas otras exposiciones.
En 1958, para el concurso del memorial de Auschwitz, estudió la técnica de las resinas sintéticas. En 1961, expuso un "mobiliario fantástico" moldeado en resina en el Museo de las Artes Decorativas de París.
A partir de 1967, comenzó a interesarse por la policromía en la escultura y creó su primera obra en resina policromada para el instituto financiero Caisse des dépôts et consignations. En las décadas de 1970 y 1980, realizó numerosas esculturas monumentales y religiosas en resina policroma en respuesta a encargos públicos.
Muy apreciada en toda Europa , en los Estados Unidos y en Japón, donde participó en numerosas exposiciones, recibió en 1988 la Hakone Award, y posteriormente en 1990 la Royal Ueno Award.
Martine Boileau falleció el 29 de mayo de 2007 en París.